# Конрад, Карина
Карина Конрад (нем. Carina Konrad; род. 19 сентября 1982, Зиммерн) — немецкий политик. Член Свободной демократической партии Германии. Депутат Бундестага XIX и XX созывов (с 2017 года). Дипломированный инженер-агроном. 

## Биография
Карина Конрад родилась 19 сентября 1982 года в городе Зиммерне, Рейн-Хунсрюк. Прошла обучение, получив диплом инженера-агронома. Вместе со своей семьей она ведет фермерское хозяйство в Хунсрюке.
С момента выборов в ландтаг земли Рейнланд-Пфальц в 2016 году до своего избрания депутатом Бундестага в 2017 году она возглавляла офис депутата ландтага земли Рейнланд-Пфальц Марко Вебера (СВДП).
Карина являлась председателем Ассоциации специализированного сельскохозяйственного образования Зиммерн-Биркенфельд в 2009 году.
С 2010 года она является членом кооптированного правления Ассоциации фермеров и виноделов региона Рейн-Хунсрюк-Крайс. В июне 2022 года Конрад стала участником Парламентского винного форума, цель которого - поддерживать развитие винодельческой отрасли сельского хозяйства Германии.
Замужем, является матерью троих детей.

## Политическая карьера
Конрад является членом Свободной демократической партии (СВДП) с 2015 года. В 2016 году она заняла пост председателя окружной ассоциации СВДП Рейн-Хунсрюк.
На федеральных выборах 2017 года баллотировалась под номером 4 в государственном списке СВДП от избирательного округа Мозель-Рейн-Хунсрюк и 24 сентября 2017 года была избрана депутатом 19-го созыва Бундестага Германии. Занимала должность заместителя председателя Комитета по продовольствию и сельскому хозяйству, а также руководителя своей парламентской группы. Кроме того, она являлась заместителем члена Комитета по делам семьи, пожилых людей, женщин и молодежи.
На федеральных выборах 2021 года Карина Конрад снова приняла участие в выборах, заняв второе место в списке СВДП по Рейнланд-Пфальц. Вновь избралась депутатом Бундестага. 7 декабря 2021 года была избрана заместителем лидера парламентской группы СВДП в Бундестаге. Работает заместителем члена комитета по транспорту, комитета по продовольствию и сельскому хозяйству, комитета по жилищному строительству, городскому развитию, строительству и местным органам власти, комитета по цифровым технологиям, а также комитета по окружающей среде, охране природы, ядерная безопасность и защита прав потребителей. Является заместителем председателя немецко-индийской группы Парламента.